# Госпа од Шалота
„Госпа од Шалота” (енгл. The Lady of Shalott) је лирска балада енглеског песника из 19. века Алфреда Тенисона и једно од његових најпознатијих дела. Инспирисана италијанским кратким прозним текстом Дона ди Скалота из 13. века, песма говори о трагичној причи о Елејн од Астолата, младој племкињи остављеној у кули уз реку од Камелота. Тенисон је написао две верзије песме, једну од 20 строфа објављену 1832, другу од 19 строфа објављену 1842. године. Живописни средњовековни романтизам и загонетна симболика „Госпе од Шалота” инспирисали су многе сликаре, посебно прерафаелите и њихове следбенике, као и друге ауторе и уметнике.

## Позадина
Као и друга Тенисонова рана дела, као што је „Сер Галахад”, песма реконструише артуровску тему лабаво засновану на средњовековним изворима. Инспирисана је легендом о Елејн од Астолата, како се наводи у италијанској новели из 13. века под насловом Дона ди Скалота; ранија верзија је ближа изворном материјалу од ове друге. Тенисон се фокусирао на госпину „изолацију у кули и њену одлуку да узме учешћа у живом свету, две теме које се чак и не помињу у италијанској верзији.” Тенисон је такође написао песму „Ланселот и Елејн”, засновану на верзији приче из Смрти Артурове Томаса Малорија, коју је укључио у свој циклус Идиле краља.

## Прича
Прве четири строфе друге верзије песме из 1842. описују пасторално окружење. Госпа од Шалота живи у острвском замку на реци која тече у Камелот, али локални фармери мало знају о њој.
И кад падне мрак, жетелац уморан,

Слажући снопље на ветровитом побрђу,

Слушајући шапуће, „Ово је вила,

      Госпа од Шалота.”
Строфе од пет до осам описују госпин живот. Она пати од мистериозне клетве и мора стално да плете слике на свом разбоју, а да никада не погледа директно у свет. Уместо тога, она се гледа у огледало, које одражава прометну цесту и људе Камелота који пролазе поред њеног острва.
Она не зна шта значи та клетва,

И зато тка без престанка,

Без других брига на уму,

      Госпа од Шалота.
Одрази слика су описани као „сенке света”, метафора која јасно даје до знања да су лоша замена за директно гледање („Доста ми је сенки”).
Строфе од девет до дванаест описују „храброг сер Ланселота” док јаше поред замка и госпа га угледа.
Све под тим плавим небом без облачка

Сијала је кожа седла обложеног драгуљима,

Шлем и перо

Горели су као једно,

      Док је ка Камелоту јахао.
Преосталих седам строфа описују ефекат који на госпу оставља призор Ланселота; она престаје да плете и гледа кроз свој прозор ка Камелоту, изазивајући клетву.
Напоље је излетела тканина и полетела;

Огледало се разбило на пола;

„Стигла ме је клетва,” плакала је

      Госпа од Шалота.
Она напушта своју кулу, проналази чамац на коме исписује своје име и плута низ реку до Камелота. Умире пре него што стигне у палату. Међу витезовима и дамама који је виде је Ланселот, који је сматра љупком.
„Ко је ово? И шта је ту?”

А у осветљеној палати у близини

Замро је звук краљевске радости;

И они се прекрстише из страха,

      Сви витезови Камелота;

Сем Ланселота, удаљише се

Он рече, „Има лепо лице;

Милостиви Боже, помилуј је,

      Госпу од Шалота.”

## Теме
Један од Тенисонових биографа сматрао је да је артуровски материјал „употребљен као ваљана поставка за проучавање уметника и опасности личне изолације”.
Феминистички критичари сматрају да се песма бави питањима женске сексуалности и њиховог места у викторијанском свету, тврдећи да се „Госпа од Шалота” усредсређује на искушење сексуалности и њену невиност сачувану смрћу. Кристина Полсон, расправљајући о феминистичком гледишту, сугерисала је: „Бекство госпе од Шалота из њене куле је чин пркоса, симбол женског оснаживања”. На основу Полсониног гледишта, бекство из куле омогућава госпи од Шалота да се емоционално ослободи и помири са женском сексуалношћу.
Приказ смрти је такође тумачен као сан. Полсонова каже да сан има конотацију физичког напуштања и рањивости, што може или сугерисати сексуално испуњење или бити метафора за невиност. Бајке, као што су „Успавана лепотица” или „Снежана”, традиционално су зависиле од ове асоцијације. Дакле, у вези са госпом од Шалота, Полсонова каже: „Јер је у смрти [она] постала Успавана лепотица која се никада не може пробудити, симбол савршене женске пасивности.”

## Културни утицај
Тенисонова рана поезија, са својом медијевализмом и моћним визуелним сликама, имала је велики утицај на Прерафаелитско братство (ПРБ). Према научници Ен Занзучи: „У општијем смислу, поштено је рећи да се прерафаелитска фасцинација легендом о краљу Артуру може пратити до Тенисоновог дела”. Године 1848. Данте Габријел Росети и Вилијам Холман Хант направили су списак „Бесмртника”, уметничких хероја којима су се дивили, посебно у области књижевности, од којих су нечији радови представљали теме за ПРБ слике, укључујући Џона Китса и Тенисона. „Госпа од Шалота” је била посебно популарна код Братства, које је делило Тенисоново интересовање за артуровске легенде; неколико чланова Братства је направило слике на основу епизода из песме. Два аспекта, нарочито, „Госпе од Шалота” заинтригирала су ове уметнике: идеја госпе заробљене у својој кули и умируће девојке која плута низ реку ка Камелоту.:173
У издању Тенисонових дела Едварда Моксона из 1857. године, илустрованог од стране Ханта и Росетија, Хант је приказао тренутак када се госпа окрене да види Ланселота. У позадини илустрације, Хант супротставља прозор према Ланселоту са сликом Христовог распећа. Према Кристини Полсон, распеће је архетип саможртвовања и додатно наглашава идеал који госпа од Шалота не успева да представља. Полсонова такође разматра ову репрезентацију субјекта у контексту промене женских улога 1880-их и 1890-их, сугеришући да је служила као упозорење на непосредну смрт женама које су иступиле из својих ограничених улога и истраживале своје жеље.:183 Росети је приказао Ланселотово размишљање о госпином „љупком лицу”. Ниједна илустрација није пријала Тенисону, који је је критиковао Ханта због приказа госпе ухваћене у нитима своје таписерије, нешто што није описано у песми. Хант је објаснио да је желео да сажме целу песму у једну слику, а да је заробљеност у нитима сугерисала њену „чудну судбину”. Сцена је одушевила Ханта, који се враћао композицији у одређеним тренуцима током свог живота и коначно насликао верзију великих размера непосредно пре своје смрти. Било су му потребни помоћници, јер је био сувише слаб да сам заврши слику. Ова дубоко осмишљена евокација госпе, уплетене у савршене кругове њене исткане стварности, прикладна је илустрација митологије уметности ткања. Ово дело се данас налази у колекцији Музеја уметности Водсворт Атенеум у Хартфорду, Конектикат.
Џон Вилијам Ватерхаус је насликао три епизоде из песме. Године 1888. насликао је госпу која у свом чамцу креће на пут ка Камелоту; ово дело се данас налази у галерији Тејт. Године 1894. Ватерхаус је насликао госпу на врхунцу песме када се окрене да погледа у Ланселота са прозора; ова слика се данас налази у Уметничкој галерији у Лидсу. Полсонова тврди да Ватерхаусов импресионистички стил сликања у његовом приказу Госпе од Шалота из 1894. изазива „осећај виталности и хитности”. Године 1915. Ватерхаус је насликао слику Доста ми је сенки, рекла је госпа од Шалота, где она чезнутљиво седи испред свог разбоја; ово дело се данас налази у Уметничкој галерији Онтарија.